# Habronattus facetus
Habronattus facetus là một loài nhện trong họ Salticidae.
Loài này thuộc chi Habronattus. Habronattus facetus được Alexander Petrunkevitch miêu tả năm 1930.